# Steder i Matador
Nedenstående er en liste over steder i den danske tv-serie Matador fra 1978-1981. Serien foregår hovedsageligt i Korsbæk og lokationer i nærheden af byen. Få scener foregår uden for byen, og der nævnes en del virkelige steder rundt omkring.

## Korsbæk
Korsbæk er den fiktive by, som langt størstedelen af serien foregår i. Det er en sjællandsk provinsby. Navnet er inspireret af de to sjællandske bynavne Korsør og Holbæk. 

### Beliggenhed på Sjælland
Det er formentlig ikke meningen at byen skal kunne udpeges præcist på kortet, men mange antydninger peger på Øst-, Syd- eller Midtsjælland.
I et af de første afsnit ses en avisside med annoncer, hvor der står at man kan henvende sig til avisens ekspedition i Køge, og flere annoncer er underskrevet af sagførere i Store Heddinge og Køge. I afsnit 12 ses Korsbæk Tidende fra 19. december 1938 med omtale af et vælgermøde med "godt 250 Tilhørere, deriblandt folk spredt fra hele Storehedingekredsen" samt talere fra Vedskølle og Smerup. Folketingsvalgkredsen Store Heddinge i Præstø Amt omfattede herrederne Bjæverskov og Stevns samt de fire østligste sogne i Fakse Herred.
Jernbanestationen er vigtig i serien. I afsnit 1 (minut 4), hvor Mads Skjern ankommer, ses en tavle med "Togenes Afgangstider i Retning mod Orehoved" hhv. "Nykøbing", hvilket umiddelbart ville pege mod Falster. Tog til og fra København og Næstved nævnes flere gange, men det behøver dog ikke betyde at Korsbæk ligger imellem dem. Rejser fra Fredericia og Slagelse omtales, uden at det fremgår om det er direkte tog. I afsnit 16 tager Laura toget hjem fra København, men må betale ekstra, da toget ikke stopper før Vordingborg.
I afsnit 15 nævner Ingeborg om Skælskør at de kan køre "derned". I afsnit 20 nævne Mads, at Ellen og Mogens ville komme samme vej forbi Korsbæk, når de skal hjem fra Vinhuset i Næstved mod København.
I afsnit 18 nævner Kristen Skjern, at Hr. Stein er sat på en båd til Sverige et par timers kørsel fra Korsbæk, hvilket kan betyde, at byen ligger inden for 2 timers kørsel til en østvendt kyst, men ikke nødvendigvis Øresundskysten.

### Bybilledet
Byens primære handelsgade er Algade, hvor flere af de centrale adresser for historien ligger. På hjørnet mellem Algade og Korsgade ligger Korsbæk Bank, Skjern's Magasin og Damernes Magasin (og siden Omegnsbanken).
To huse længere henne ligger Varnæs' hjem. På bagsiden af Varnæs' store grund ligger Skt. Josefs Gade. Der findes også Jernbanegade, som nævnes i afsnit 14, hvor Hr. Schwann ringer på hos nogle på 3. sal på gaden, og da de lukkede op var han trillet ned af trappen og var død. I afsnit 18 nævnes Asylgade, hvorfra man kan kravle over plankeværket ind til gården, hvor grisehandlerens bil står, som Maude bruger til at køre hr. Stein til Katrines gård. I afsnit 19 ses et vejskilt ved N.P. Nielsen Cykler, hvor der står Rosenstien, og i nummer 14 bor Skjold Hansen.
Byens store forretninger og Korsbæk Bank er grundlagt i 1870'erne og drives hovedsageligt af tredje generation. I 1929 er byen slumrende, indtil den handelsrejsende Mads Andersen-Skjern ankommer og sætter byen på den anden ende. Han grundlægger Tøjhuset, der siden bliver til Skjerns Magasin(er). I 1932 krakker konkurrenten Damernes Magasin – A. Arnesen & Co, og ejeren Albert Arnesen dør. Sammen med broderen Kristen Skjern etablerer Mads Andersen-Skjern Omegnsbanken i lokalerne. Det nævnes i afsnit 7, at der er udgivet 400 sparegrise til børn i byen, så der er mange børn i byen.
I virkeligheden fandt en del af optagelserne med Korsbæk sted hos Nordisk Film i Valby i København. Her var de centrale gader Algade og Korsgade med Tøjhuset, Damernes Magasin og Korsbæk Bank opbygget som kulisser af 8-10 håndværkere over to-tre måneder i forbindelse med optagelserne til de første afsnit fra 1978. Det var dog kun den nederste del af facaderne med stueetage og noget af førstesalen på bygningerne, der var opførte. Optagelserne til de første afsnit fandt i øvrigt sted næsten samtidig med spillefilmen Olsen-banden går i krig. Det havde den pudsige følge, at en kulisse forestillende tårnuret på Københavns Rådhus til brug for filmen i en periode kom til at stå på bankens plads for enden af Algade.
Byen har to aviser Korsbæk Tidende (ofte blot omtalt som Tidende), hvis redaktør hedder Karlsen, og Korsbæk Socialdemokrat (omtalt som Socialen). Tidende skriver bl.a. om sagen med Mads Skjerns konfektionsfabrik og det forsvundne notat om salget af den grund, hvor fabrikken ligger. Skjern, der er avisens største annoncør, taler med chefredaktøren, der herefter skifter linje og ikke nævner Skjerns Magasin direkte. Bankdirektør Varnæs læser også Tidende i afsnit 19.
Socialen er mindre fremtrædende i serien, men læses dog af doktor Hansen. Politiken og Berlingske Tidende nævnes også. Elisabeth læser om slaget på Blågårds Plads mellem KU og DSU, hvor Gustav deltog i Politiken og Hans Christian har læst det samme i Berlingske i afsnit 13, mens Kristen Skjern læser Berlingske i afsnit 19. 
Jørgen Varnæs læser Nationaltidende ved morgenmaden i afsnit 13. I afsnit 15 læser Mads Skjern Berlingske. I afsnit 3 ses den kommunistiske avis Arbejderbladet.
Ved seriens begyndelsen har byen en konservativ borgmester, men efter dennes død i 1936 bliver det den socialdemokratiske Borgmester Sejersen, der overtager posten.
I andre sammenhænge
Efter finanskrisen, blev nogle sparekasser udsat for udtrykket, at der var "gået Korsbæk Bank i den".
Lyngby-Taarbæk Kommune mente ifølge Lokalavisen at Gentofte Kommune i 2013 opførte sig som Damernes Magasin, da de klagede over forlystelsesparken Bakkens åbningstid til Natur- og Miljøklagenævnet.
På Bakken åbnede der i 2015 et område med kopier af Korsbæks huse under navnet Korsbæk på Bakken.

### Damernes Magasin
Damernes Magasin er byens gamle fine tøjforretning grundlagt i 1888, der ligger centralt i byen på hovedgaden overfor Korsbæk Bank. Ved seriens start går det udmærket, men indehaveren, Albert Arnesen, forstår sig ikke på at drive forretning, snart efter Skjerns Magasin åbner går det ned af bakke for butikken.
Arnesen selv bor oven på butikken med sin kone Vicki.
De ansatte er Frøken Grøn, Inger Jørgensen og i begyndelsen også Arnold Vinter indtil han får nok af behandlingen og søger over til Skjerns Magasin.
Arnesen overtaler førstemanden Hr. Schwann til at indskyde sin arv på 9-10.000 kr i butikken, så han kan blive partner. Det hjælper dog ikke, og det ender med at forretningen erklæres konkurs i 1933. Hr. Schwann overtager kortvarigt og afholder ophørsudsalg. Han er fast overbevist om, at der vil komme en køber, som igen vil åbne en fin tøjbutk. Bygningen bliver købt af Mads Skjern, som åbner Omegnsbanken i lokalerne.

### Doktor Hansens klinik
Doktor Louis Hansens klinik besøges af forskellige borgere i byen. Ingeborg er her, da hun bliver gravid med Erik i episode 5. Agnes besøger ligeledes klinikken, da hun tror hun er blevet gravid med Boldt i samme episode.

### Jernbanerestauranten
Jernbanerestauranten er byens jævne restaurant, som drives af Severin Boldt. Den er opdelt i to afdelinger, beværtningen, hvor der serveres øl og lidt mad, og den finere afdeling, hvor gæster kan få dagens ret.
Blandt det faste klientel er grisehandler Larsen, Fede og Lauritz 'Røde'. Hr. Schwann spiser her også, lidt mod sin vilje, da han ikke længere kan få kredit hos Postgården.
I første afsnit af serien møder Mads Skjern grisehandler Larsen, hvor han gør sig bekendt med byens handelsliv og andet, hvilket får ham til at blive i byen.
Overlærer Andersen spiser også på Jernbanerestauranten i afsnit 13, selvom han brokker sig højlydt over både maden og priserne.
I afsnit 9 går nazisterne på Jernbanerestauranten efter at have marcheret igennem byen.
I afsnit 15 spiser lærer Andersen på Jernbanerestauranten og møder Violet Vinter som han indleder et forhold til, da han søger en madkæreste.
Grisehandler Larsens hund, Kvik, dør på restauranten i afsnit 17.
I afsnit 23 har restauranten fået ny bestyrer ved navn Ada, der er blevet gift med Boldt. Hun ændrer navnet til Rosenhaven, og der skal være livemusik fra 20-24.

### Korsbæk Bank
Korsbæk Bank er byens gamle bank, som har været ejet af familien Varnæs i flere generationer.
Den ligger i en stor grå bygning centralt i byen. Hans Christian Varnæs har et stort kontor i banken, hvor han har sin affære med Ulla på kontoret. Når hans bror eller vigtige gæster kommer i banken bydes de indenfor på kontoret, og får ofte tilbudt noget at drikke.
Blandt de ansatte er frøken Mortensen, Ulla Jacobsen, Aage Holmdal og ikke mindst den pligtopfyldende Hr. Stein.
Fra afsnit 10 kommer Viggo Skjold Hansen i bankens bestyrelse efter han køber Jørgen Varnæs' aktiepost. I størstedelen af serien er Konsul Holm bestyrelsesformand for banken, indtil sin død i 1944. I de sidste to afsnit er murermester Jessen blevet bestyrelsesformand.
I afsnit 18, under anden verdenskrig, bliver der bedrevet hærværk på banken, da der bliver skrevet "Her arbejder et jødesvin" på bygningens facade, fordi Hr. Stein arbejder der.

### Korsbæk Private Realskole
Byens privatskole bestyres af Frk. Mikkelsen. Mads Skjern vil have sine børn på skolen, men Mikkelsen vil ikke have Ellen, da hun er datter af en fraskilt (Ingeborg). Mads får dog overtalt hende efter han giver hende gode aftaler på skoleuniformer fra Skjerns Magasin og lover at gifte sig med Ingeborg. Varnæs' børn går også på skolen.
Lærer Andersen, der tidligere har arbejdet på kommuneskolen, får arbejde på skolen, men bliver opsagt efter Mads møder op på frk. Mikkelsens kontor og brokker sig over, at han forfølger Daniel. Herefter bliver Vicki ansat og får stor ros. Vicki fortæller i afsnit 14, at hun selv har gået på privatskolen. Da Herbert har kæmpet i den spanske borgerkrig og vender tilbage opsøger han Vicki udenfor skolen.
I afsnit 17 får Agnes sine børn i privatskolen. Frk. Mikkelsen insisterer dog på, at hun får en anbefaling fra Maude, hvilket hun får.
I afsnit 20 kommer Helle Varnæs tidligt hjem fra skolen, fordi den er lukket i anledning af at Hitler er død.
Huset som bruges til skolen ligger i Bjerggade 10 i Køge, det er også her, ud for nr 14, at Vicki vælter på cyklen.

### Korsbæk Rådhus
I afsnit 9 bliver Agnes og Røde gift på rådhuset.
Hillerød Politistation (det gamle rådhus) blev brugt som filmlokation.

### Korsbæk Station
Korsbæk Station er byens trafikale knudepunkt. Det er herfra at personer rejser til og fra byen. Fra stationen afgår der bl.a. tog til København, Næstved og Skælskør. Røde arbejder på stationen med at slæbe gods.
Det er på stationen at mange nye figurer bliver introduceret i serien. Mads Skjern og Daniel ankommer til byen i allerførste afsnit. Kristen bliver introduceret her, da han ankommer med tog i afsnit 4, Iben i afsnit 10.
Gedser Station blev brugt som Korsbæk Station. Stationen blev valgt i samarbejde med DSB og veteranbanen, der også leverede toget til scenerne. Stationen var ikke særlig trafikeret, hvilket tillod filmholdet at arbejde relativt uforstyrret.
Skævinge Station blev dog også brugt til nogle af udendørsscenerne på stationen.
Toget der ses i flere af de første afsnit bestod af damplokomotivet DSB D 826 fra 1905, tre toakslede personvogne og en lukket godsvogn, der var stillet til rådighed af Dansk Jernbane-Klub. I afsnit 16 kører Laura med personvognen DSB Cf 10.135 fra 1923 fra Helsingør Jernbaneklub.

### Omegnsbanken
Omegnsbanken er en bank, som bliver startet af Mads Skjern og hans bror Kristen som direktør. Den bliver indrettet i de tidligere lokaler, hvor Damernes Magasin tidligere lå.
I afsnit 10 bliver Ulla Jacobsen ansat her, efter hun skifter fra Korsbæk Bank. Hun bliver kæreste med en anden ansat, Poul Kristensen, der dog bliver skudt af tyskerne under anden verdenskrig, hvor Kristensen har været med til en våbennedkastning til fra de allierede. Der bliver opsat en mindeplade for ham i banken.
I afsnit 23 får Mads borgmester Sejersen i bestyrelsen, da han ikke vil risikere at han kommer i bestyrelsen for Korsbæk Bank. Han overtager den 74-årige brugsuddeler Jørgensens plads. Bestyrelsen består desuden af baron Von Rydtger og Mads Skjern.
Blandt de andre ansatte er bogholder Christiansen og Arne Schmidt fra afsnit 22.

### Politigården
Politigården er kun med i afsnit 18, hvor Grisehandler Larsen skal sidde inde i 30 dage, efter tyskere har fundet hans billede af Hitler under lokumsbrættet.
Arresten på Hillerød Politistation (det gamle rådhus) blev brugt.

### Postgården
Byens fine hotel og restaurant. I den store sal bliver afholdt forskellige arrangementer i løbet af serien. På restauranten arbejder overtjener Olsen.
Hr. Schwann spiser på Postgården i begyndelsen af serien, men han må senere spise på Jernbanerestauranten, da hans penge langsomt slipper op.
Her har Violet Vinter sin danseskole i den store sal igennem det meste af serien. I fjerde afsnit afholdes både en auktion og en koncert. I afsnit 16 afholdes der borgermøde om en folkepark på Fedet.
Kristen Andersen Skjern tager et værelse på Postgården, da han kommer til byen i fjerde afsnit.
I afsnit 8, hvor Ernst Nyborg kommer til byen i en periode bor han her. Maude opsøger ham på hans hotelværelse på Postgården, hvor hun finder Gitte Graa liggende halvnøgen i hans seng.
Kagls Teaterselskab optræder med to stykker, hvor Vicki har en hovedrolle, i salen i afsnit 11. En stor del af byen overværer forestillingen.
I afsnit 16 spiser Elisabeth og Laura på Postgården efter hun var været i København for at få medalje for 25 års tro tjeneste. Laura kommenterer, at geléen ikke er hjemmelavet, at kyllingen ikke er stegt i smør og at der er brugt for meget sukker i de brunede kartofler.
I afsnit 18 bliver brylluppet mellem Ellen Skjern og Mogens Lamborg holdt på Postgården. Mads Skjern har lejet alle værelserne, så det er muligt for gæsterne at overnatte i stedet for at skulle tage hjem inden spærretid.
Til danse- og mødesalen på Postgården brugte man i de første seks afsnit interiøret i Odd Fellow Palæet i Frederiksstaden, København. Herefter blev der opført en kopi af rummet i Nordisk Films studier til at filme de øvrige sæsoner. Eksteriøret til Postgården blev filmet i Ringsted på Hotel Postgården.

### Skjerns Magasin
Oprindeligt blev butikken grundlagt af Mads Skjern under navnet Tøjhuset, men skiftede siden navn til Skjerns Magasin i 1933. Den åbner i Algade 14 overfor Damernes Magasin, men henvender sig til mere jævne folk i byen. Mads Skjern købte ejendommen af Sadelmagerens enke, da sadelmageren var død.
Butikken vokser sig stor og har mange ansatte. Grisehandler Larsen får ansat sin datter Ingeborg, i butikken allerede fra starten. Arnold Vinter, der bliver udlært i Damernes Magasin i løbet af serien, søger over til Skjerns Magasin, da han ikke længere vil finde sig i behandlingen i butikken, og vil have mere i løn efter han er færdigudlært.
I afsnit 9 begynder opførelsen af Skjerns Konfektionsfabrik ved siden af banelegemet. Skjern har købet grunden af kommunen, og han har sørget for, at byrådsekretær Lund har fået et notat, om at området skulle bruges til en park, til at forsvinde, således at fabrikken kan bliver opført. Med Viggo Skjold Hansen i spidsen forsøger flere at opklare, om der er sket noget fordækt i forbindelse med salget af grunden. Optagelserne ved fabrikken er gjort ved Stenrødgård i Kgs. Lyngby.
I afsnit 13 bliver de gamle bygninger fra Skjerns Magasin revet ned og der bliver opført et nyt stort magasin i tre etager.
Skjerns Magasin etablerer også en filial i Skælskør i afsnit 15. I samme afsnit går Arnolds tidligere kæreste, Agnete som han har gjort gravid, amok i butikken.
I afsnit 17 åbner Skjerns Magasin en filial i Præstø. I afsnit 20 nævner Agnes, at Mads har skaffet bakker fra Næstved til hendes virksomhed, så på dette tidspunkt, må der også være en afdeling her.
Under anden verdenskrig bliver der etableret en byttecentral på 1. sal. I afsnit 20 hører Elisabeth og Kristen en plade med Johannes Brahms klavertrio, som Elisabeth har fået på byttecentralen. I samme afsnit ses Laura også for første gang handle i Skjern's Magasin efter hun hidtil har omtalt butikken som "dem derovre".
I afsnit 21 ses en tavle på Mads' kontor, at byerne Korsbæk, Skælskør, Præstø, Holbæk, Køge og Næstved, så Skjerns Magasiner har filialer i alle disse byer.

### Vor Frue Kirke
Byens kirke, Vor Frue Kirke, har hovedsageligt baggrund for kirkelige handlinger i serien. Blandt disse er Erik Skjerns dåb i episode 6, Hr. Schwanns begravelse i episode 14 og Ellen Skjerns bryllup i episode 18.
Sankt Nicolai Kirke i Køge blev benyttet som Korsbæks Vor Frue Kirke.

### Private hjem

#### Agnes hus
Agnes lejer et lille hus sammen med Røde af Katrine Larsen for 20 kr om måneden, der ligger ved branddammen og er næsten midt i byen. Det er dog primært Agnes, som sætter sit præg på stedet. Den ligger meget centralt i byen.
Da Agnes begynder at ansætte folk til at hjælpe sig med sin virksomhed foregår det i hendes lejlighed. Blandt disse personer er Marie Hansen, som ender med at få ansvar for en del af produktionen i hjemmet. Lejligheden består af tre små rum; stue, køkken og soveværelse. Hun lejer også en anden del af bygningen, som tidligere bliver lejet af en sømand. Agnes køber ejendommen af Katrine i afsnit 20, på trods af at hun normalt aldrig sælger fast ejendom.
I afsnit 23 ses deres lejlighed i huset, hvor der er stor murermesterbue og grønt på væggene i stuen.
Kirkestræde 6 i Køge bliver brugt til at filme bygningen.

#### Albert Arnesen og Vickis lejlighed
Lejligheden ligger oven på Damernes Magasin. Den er indrettet i gammeldags stil. Sidste gang lejligheden optræder, er da Vicki og Aage Holmdal diskuterer salget af ejendommen med hr. Schwann, hvor Vicki også nævner, at meget af inventaret skal sælges. Lejligheden bliver overtaget af Kristen og senere sammen med Iben.

#### Elisabeths lejlighed
Elisabeth flytter til byen og bor først hos sin søster, Maude og Hans Christian. Hun flytter i sin egen lejlighed i episode 5.
Her spiller hun musik sammen med doktor Hansen og Kristen Skjern.
Efter krigen, hvor Kristen og Elisabeth er blevet gift, forlader de Korsbæk for at bosætte sig i København. Ulrik og hans kone Maja flytter herefter ind i lejligheden efter de har fået sønnen Christian i 1946.

#### Godtfred Lunds
Godtfred Lund og konen Lilli bor i et hus i byen. Det optræder i afsnit 7, hvor Hr. Schwann kommer på besøg som inkassator for at få penge for en ubetalt regning. Senere i samme afsnit diskuterer Godtfred og konen deres økonomiske situation.
I afsnit 9 besøger Viggo Skjold Hansen hjemmet for at høre om Godtfreds indfrielse af sit udestående med Korsbæk Bank.
De udendørs scener blev filmet på Amalie Skrams Allé 1 i Valby.

#### Kristen (og Ibens) lejlighed
Lejligheden er stor og indrettet i moderne funkisstil. Han har bl.a. et flygel. Lejligheden er Albert Arnesens gamle, og ligger oven på Omegnsbanken med udsigt til Skjerns Magasin. Kristen flytter ind i den da Omegnsbanken åbner.
Da Kristen og Iben bliver gift flytter hun ind hos ham.
I afsnit 17 har Iben inviteret Jenny, hendes forældre, og en gruppe andre for Kristen helt fremmede mennesker til at bade hos dem, da de endnu har varmt vand.

#### Lunds hjem
Byrådssekretær Godtfred Lund og hans kone Lilli bor i et hus på en villavej. Hr. Schwann kommer jævnligt forbi som inkassator for at forsøge at få dem til at betale de mange ubetalte regninger.
Viggo Skjold Hansen besøger Lund for at udspørge ham om sagen om det forsvundne notat, som ellers ville have umuliggjort byggeriet af Skjerns konfektionsfabrik.
I afsnit 12 ryger huset på tvangsauktion, da Godtfred Lund er stukket af, og regningerne ikke bliver betalt.

#### Skjerns hjem
Til at begynde med bor familien Skjern oven på butikken. Efterhånden som det går bedre for butikken og de får flere børn, ender Mads Skjern med købe byens største villa, der ligger ned til fjorden. Den tidligere ejer, isenkræmmer Munk har skudt sig selv i en af stuerne.
Han afholder møder i hjemmet mens Skjerns Magasin bliver bygget om til et varehus. Det er her han sætter Jørgen Varnæs ind i hans nye rolle i Graas Klædefabrik. Senere holder han møde med Hans Christian fordi sidstnævnte vil lade Jørgen Varnæs blive advokat og yde juridisk bistand til Korsbæk bank i afsnit 14. 
Huset indeholder bl.a. en stor hall, en stue og et kontor i stueetagen og flere gæsteværelser i overetagen.
Daniels konfirmation bliver afholdt i Skjerns hjem, hvor Agnes Jensen skal servere.
Da Mogens Lamborg besøger huset første gang i afsnit 17 fortæller Mads Skjern ivrigt om sit stokerfyr. I afsnit 21 fortæller Mads, at villaen er ejet Skjern's Magasiner.
En privatejet ejendom på Dronninggårds Allé 80A/B i Holte blev brugt som filmlokation til familiens store palæ.

#### Varnæs' hjem
Familien Varnæs' hjem er en central lokation i serien. Huset ligger i Algade overfor Skjerns Magasin. Indgangen foregår igennem en port til gaden. Til højre for deres hjem ligger en barber. Hans Christian har som den ældste arvet den efter sin fader, men Jørgen og han er vokset op i hjemmet.
Her udspiller sig adskillige vigtige scener. Det består af bl.a. en hall og tre stuer, hvor der bliver afholdt selskaber med mange forskellige af borgerne i byen.
Desuden ses ægteparret Varnæs' soveværelse, hvor Maude ofte ligger. Det nævnes også, at hjemmet har nogle gæsteværelser i afsnit 8.
Nedenunder i køkkenet huserer Laura og Agnes, hvor de laver mad og diskuterer herskabets gøren og laden. Derudover er der også et antal skiftende stuepiger. Laura og Agnes har også værelser i kælderen. Det er her Agnes har et natligt besøg af Boldt i afsnit 5.
Efter ægteparret Varnæs har været i Paris har de fået hjemmebar.
Grunden har over 1 tønde land bagved huset. Viggo Skjold Hansen køber jorden og opfører et garageanlæg i tre etager ud til en ny hovedvej, der bliver anlagt.
Under anden verdenskrig sprænger modstandsgruppen besættelsesmagtens vognpark i Skjold Hansens garageanlæg ved at få adgang via Varnæs' baghave.
I afsnit 20 har de fået løbesod og Fede kommer for at male skjolder over, fordi tørven, som de fyrer med, indeholder alt for meget vand. Da Misse Møhge og Frederik Andersen bliver gift senere samme år afholdes festen hos familien Varnæs.
I afsnit 24 holder Hans Christian og Maudes sølvbryllup her, da Laura havde nedlagt forbud mod, at det skulle holdes på Postgården.

#### Viggo og Musse Skjold Hansens hjem
Skjold Hansens bor i et hus på Rosenstien 14 (Azaleavej 27 2000 Frederiksberg).
I afsnit 8 ses deres stue, da Musse spørger om Viggo er manden bag borgmesterens portræt. I afsnit 11 ses det kort, da de snakker om at tage til Oxfordbevægelsen. I afsnit 20 bliver deres hjem tyranniseret af cykelhandler Nielsens drenge, der sparker til deres havelåge og for tredje gang baldrer en rude og kalder dem for værnemagere.
I afsnit 21 sælger hun ejendommen til Mads Skjern, så Ellen Skjern kan flytte ind. I stedet lejer de Havgården.

#### Violet Vinters hjem
Violet Vinter har en lejlighed i byen. Efter Hr. Schwann mister sit arbejde da Damernes Magasin må lukke flytter han ind hos Vinter. Hendes søn, Arnold Vinter besøger hende af og til og spiser med. Vinters niece Ulla Jacobsen besøger også lejligheden.
Overlærer Andersen flytter ind, da han får et forhold til Vinter, men ender med at blive smidt ud.
Inger Jørgensen flytter ind i slutningen af anden verdenskrig, da hun ikke længere har råd til at bo på pensionat. Hun må dog arbejde som hushjælp og lave mad for Vinter, men hun bliver dog smidt ud igen, da Vinter bliver træt af hende.

### Øvrige steder i byen
- Anlægget; et anlæg et sted i byen, hvor Agnes påstår at hun går hen med Ulrik og Regitze, mens hun i virkeligheden besøger Boldt på Jernbanerestauranten. I afsnit 10 bliver der stor slåskamp imellem DKU og KU, heriblandt Gustav Friis.
- Branddammen; en dam i byen. I afsnit 9 nævner Hans Christian, at Agnes blot flytter hen til Branddammen, når hun forlader dem. I 1939 falder Agnes' søn Aksel i dammen. Det blev optaget ved gadekæret i Store Magleby på Amager.[28]
- Broen over åen; en bro et sted over en å i byen. Her mødes Violet Vinter med Hr. Schwann efter han har fundet ud af der ikke åbner en ny tøjforretning i Damernes Magasin men i stedet en bank. Høllingers Bro i Køge blev brugt til optagelserne.[29]
- Cykelhandler Jørgensen; omtales kun. Agnes nævner overfor Herbert Schmidt at hun godt kunne tænke sig en flot barnevogn hun ser foran Skjerns Magasin, som er købt hos cykelhandleren.
- Cykelhandler N. P. Nielsen; Nielsens sønner chikanerer Skjold-Hansens familie og hjem. Viggo jagter dem tilbage til butikken og vælter cyklerne ude foran, efter de har sparket til hans havelåge.
- Gråbrødre Skole eller kommuneskolen; lærer Andersen har arbejdet der. I afsnit 17 tror Røde, at hans drenge skal gå på denne skole, fordi han også gik der, men bliver klogere, da Agnes har fået dem ind på byens privatskole.
- Klausens Pensionat; Frk. Jørgensen flytter ind på pensionatet, men må flytte igen, da hun ikke har råd, og flytter i stedet ind hos Violet Vinter. Ulla Jacobsen og Poul Kristensen bor på pensionat, og i afsnit 20 bliver Kristensen skudt foran pensionatet af tyskerne. I afsnit 21 anbefaler Ulla Jacobsen pensionatet til den nystartede Arne Schmidt.
- Korn- og Foderstofforretningen; Ingeborgs tidligere mand Holger Jørgensen får arbejde her. Oluf Larsen opsøger ham her og betaler ham 5000 kr for at forsvinde fra byen. Senere samme dag opsøger Mads Skjern ham samme sted og giver ham en billet og nogle penge for at tage til Canada, så han ikke kan se datteren Ellen.
- Kosmorama; en biograf der nævnes flere gange. Severin Boldt og Agnes Jensen nævner at de skal i biografen om aftenen i afsnit to. Boldt og Agnes har planer om at tage hertil i fjerde afsnit. Kristen Andersen Skjern tager Elisabeth Friis med i biografen i samme afsnit. I afsnit otte skal Agnes og Røde i Kosmorama sammen med Gudrun og hendes kæreste. I afsnit 10 fortæller Misse, at fru Fernando Møhge havde været i Kosmorama og havde generet de andre gæster, mens Misse havde spillet til danserundervisning på Postgaarden. Agnes har også set film om krig, da Røde ønsker at rejse til Spanien for at deltage i den spanske borgerkrig i afsnit 12. I afsnit 14 ser Ester en film med Neville Chamberlain i biografen. Frøken Hollenberg tager i biografen med sin kæreste i afsnit 16. Ellen Skjern og Ulrik Varnæs er i Kosmorama i afsnit 17, hvor der bliver buet da der bliver vist klip med Hitler.
- Købmand Andersen; omtales kun som en forretning, der har en regning til gode hos Godtfred Lund, som hr. Schwann besøger tidligt på morgenen.
- Købmand Munk; omtales kun som en forretning. (Købmand Munk ses kort i afsnit 1, hvor han træder ind i Korsbæk Bank og styrer mod Direktør Varnæs' kontor) Hans villa bliver købt af Mads Skjern i afsnit 13.
- Møllemarken; Mads Skjern nævner et social byggeri her, hvor han gerne vil hjælpe Ulla og Poul med at få en lejlighed i afsnit 20.
- Parken; Hr. Stein har bl.a. opholdt sig her, efter han forlader banken da tyskerne kommer efter ham i afsnit 18. Agnete Hansen og hendes mor taler sammen i parken, da Agnete skal beslutte om hun skal tage imod tilbuddet om en abort.
- Sygehuset; Her modtager Obersten visit og dør senere. Agnes venter her på at høre om Axel der faldt i Branddammen og her møder hun også Lauritz mens han var gået under jorden under krigen.
- Helge Hansen - Kolonial, Vin og Delikatesser; forretning i byen der ses i baggrunden bagved Korsbæk Bank.
- Desuden ses skilte i Algade for en bager, en barber og en skomager.

## Brydesø Slot
Slottet er ejet af Baron Carl von Rydtger, der bor der sammen med baronesse Arendse von Rydtger. Ingeborg går tur med baronen på slottets jorde, da hendes forhold med Mads begynder at knirke.
Da Kristen og doktor Hansen, der er medlemmer af modstandsbevægelsen under anden verdenskrig, går under jorden gemmer de sig på loftet af slottet.
I afsnit 21 forulykker Mogens med i firmabilen fra Skjerns Magasin sammen med Iben, Jenny og Jørgen i Brydesø krat.
I afsnit 24 fortæller baronen, at han har testamenteret slottet til staten, når han engang går bort, så der kan blive landbrugsskole og overskuddet skal gå til stipendier. Mads brokker sig lidt over, at han ikke blev spurgt, da han måske havde været køber til godset.
En privat villa i udkanten af Holte blev brugt som filmlokation.

## Fedet
Fedet er et sommerhusområde, hvor Korsbæks spidser har deres sommerhuse. Et forslag om at oprette en folkepark midt i området får alle ejerne aktiveret, da de helst ikke ser at de almindelige mennesker i byen får lov at mænge sig med dem ved deres fritidshuse. Fedet omtales kun, så der foregår ingen scener på stedet.
Da Albert Arnesen mangler penge til Damernes Magasin må han sælge sit sommerhus, som var opført af hans farfar. Det ligger ved siden af familien Varnæs' sommerhus, som ligeledes blev opført af Hans Christian Varnæs' bedstefar det samme år som Arnesens. Mads Skjern køber det store sommerhus med 3½ tønder land til, med det formål at kunne udstykke det senere.
I afsnit 8 ønsker Jørgen Varnæs at sælge sin andel i familiegrunden på Fedet til Viggo Skjold Hansen for at få 25.000 kr til en hytte i Schweiz. Hans Christian, der ikke ønsker Skjold Hansen på Fedet, tilbyder at han kan låne ham pengene mod sikkerhed i grunden.
I afsnit 16 nævner både Maude og Hans Christian, at der er 6 km fra Fedet til Korsbæk fra Fedet.
I afsnit 17 nævnes det, at der er 14 km frem og tilbage mellem Fedet og Korsbæk.
På den nordøstlige side af Præstø Fjord ligger en halvø kaldet Feddet, hvor der er et sommerhusområde.

## Grisehandlerens gård
Grisehandler Larsen og hans hustru bor på en gård uden for byen i Korsbæk Huse. Flere vigtige scener foregår i gårdens køkken.
Det er her Mads Skjern møder Ingeborg første gang, efter Larsen har taget Mads og sønnen Daniel med hjem i første afsnit.
Herbert Schmidt bor hos Katrine en overgang inden han flygter til Sverige. Det er her han møder Vicki første gang, da hun kommer med grisehandleren hjem for få behandlet sin hund. Schmidt overdrager hende et eksemplar af sin bog Den tyske sang. Oberst Hachel henter hende senere. Her viser det sig at obersten under en efterårsmanøvre i 1921 har trampet Katrines urtehave ned.
Lauritz Jensen bor her ligeledes i en kort overgang inden han tager til København, da tyskerne vil have arresteret alle kommunister.
Under anden verdenskrig har Grisehandler Larsen et billede af Adolf Hitler klistret på latrinet. Da en gruppe tyske soldater kommer forbi og opdager det bliver han anholdt og fængslet i 30 dage.
Gården er gammeldags med vandpumpe i køkkenet og et das udenfor. Mads får dog lagt træk-og-slip ind, mens Larsen fortsætter med at bruge dasset, hvor han hænger billeder op af en række personer han ikke bryder sig om, heriblandt Provst Meyer, Hitler og Stalin.
Scener på gården blev filmet på en nu nedrevet gård på Kvistbjergvej uden for Roskilde.  Larsens gård blev efter optagelserne revet ned, så der kunne være en grusgrav, og er i dag et naturområde.

## Skovpavillonen
Skovpavillionen Sølyst er en restaurant i skoven i nærheden af Korsbæk. Her mødes Jørgen Varnæs med Gitte Graa ved deres hemmelige stævnemøder. I fjerde afsnit støder familien Varnæs på de to til alles store overraskelse.
I afsnit seks mødes Hans Christian Varnæs med Gitte Graa for at tale med hende.
I afsnit otte tager Ernst Nyborg sin elev Maude med ud at spise på Skovpavillonen.
Kristen Skjern og Iben Skjold Hansen mødes første gang på Skovpavillonen i afsnit 10.
I afsnit 11 mødes Hans Christian Varnæs med Ulla, der er blevet gravid af deres affære og skal have en abort.
I afsnit 22 mødes Ellen Skjern og Ulrik Varnæs på restauranten.
Aldershviles Slotspavillon i Bagsværd blev brugt til optagelserne.

## Varpemark Huse
Varpemark Huse er et område syd for Fedet. Her ligger den folkepark, som oprindeligt skulle have ligget overfor det område, hvor Korsbæks spidsborgere har sommerhuse. De rige borgere i byen betaler en vej ned til Varpemark Huse, så folk kan komme til og fra den nye park.

### Havgården
Havgården ejes af Antonsen, men han vil gerne sælge den mod slutningen af krigen. Mads Skjern, der er interesseret i jorden for at udstykke den til villagrunde med udsigt til sundet, arrangerer at købe den med sorte penge han har tjent under krigen. Han får Jørgen Varnæs til at fungere som stråmand ved at få ham til at betale 60.000 kr for gården og sælge den videre til Mads, hvorved Varnæs får 10.000 kr udover sit normale salær. Derudover betaler han også et beløb under bordet.
Skjern udlejer stuehuset til Viggo Skjold Hansen og hans kone, som sælger deres hus til Skjern. Han får også installeret centralvarme, og han fjerner én af gårdens tre skorstene, da blot er blevet sat på, men ingen steder førte hen.
Murermester Jessen mener, at Varnæs har medvirket til at snyde hans kone for sin halvpart i gården. Gården omtales kun, men ses aldrig i serien.

## Øvrige steder
Nedenstående steder bliver blot nævnt i forskellige sammenhænge, men kun få scener i København optræder i serien.
Danmark
- Bornholm, Røde nævner, at når russerne forlader øen, så skal de fejres på ambassaden.
- Brønderslev, nævnes i afsnit 11. Vicki læste Herbert Schmidts bog Den tyske sang frem og tilbage til denne by.
- Falster, Holger Jørgensens familie skulle bo på Falster, hvilket Ingeborg nævner i afsnit 20.
- Fanø, Iben Skjold Hansen og Jenny tager på sommerferie til Fanø i afsnit 17.
- Faxe, i afsnit 22 bliver det nævnt at gårdejer Antonsen skulle have købt et hus i byen efter salget af Havgården
- Fredericia, i afsnit 1 fortæller Mads Skjern, at han rejser for Villerøds fabrikker ved Fredericia. I afsnit 4 erklærer Kristen Skjern at der er langt fra Fredericia til Korsbæk, da han ankommer med toget.  I afsnit 12 fortæller Kristen Skjern til Mads Skjern, at Elisabeth gerne vil gifte sig med ham, hvis de flytter til Fredericia, eller en hvilken som helst anden by - bare ikke Korsbæk.
- Haslev, Frk. Jørgensen har været i byen hos sin søster efter Damernes Magasin er lukket. I afsnit 12 nævner hun at det er den største butik i byen. I afsnit 15 nævner Kristen af Anna skal til missionsstævne i Haslev efter at have besøgt Korsbæk.
- Hegnede på Møn, Mads Skjern nævner at en kvinde fra Hegnede har søgt om at blive hjælpeorganist i kirken.
- Herning, i afsnit 1 fortæller Mads Skjern, at han rejser for Uldspinderiet i Herning.
- Hillerød, Daniel bliver sendt i lære hos manufakturhandler Sand i Hillerød på trods af, at hans realeksamen ikke er prangende.
- Holbæk, Mads Skjern taler om at åbne en filial i byen. Ulla Jacobsen nævner at hendes forældre bor i byen. I afsnit 12 fortæller Boldt at han har gået på kommuneskole i Holbæk.
  - Stenhus Kostskole, Ulrik Varnæs bliver sendt på Stenhus i afsnit 17, efter han har stjålet en præservativautomat på Jernbanerestauranten og hængt den op på familiens gæstetoilet.
- Hornbæk, Maude og familien tager til Hotel Trouville i Hornbæk for ikke at holde sommerferie på Fedet, da der bliver bygget og larmet i afsnit 17.
- Kalundborg, Frøken Hollenberg fortæller, at hun kommer derfra, og at hendes far arbejder der i afsnit 15.
- Klampenborg, Ellen bliver inviteret til bal der af Mogens Lamborg i efterårsferien i afsnit 17.
- Kolding, Elisabeth Friis nævner at Kristen Skjern kan få en god stilling i Diskontobanken i byen, hvis han vil giftes med hende og flytte til byen.
- Korsør, Ada fortæller Larsen og Fede, at der står nogle og skyder tyskernes hunde i Korsør.
- København, flere karakterer fra serien tager til byen i løbet af serien. Bl.a. ligger Graas Klædefabrikker i København. Ingeborg møder Holger i afsnit 17, der ønsker at sige farvel til Ellen inden han drager i krig som tysk soldat.
  - A Porta, dr. Hansen fortæller, at han og Elisabeth skal spise sammen der ved deres dag i København i afsnit 15. Senere fortæller han, at Elisabeths biksemad snildt kan måle sig med A Porta.
  - Amalienborg Slotsplads, Agnes, Aksel og Laura tager ind og ser vagtskifte efter Laura har får sin medalje for 25 års tro tjeneste hos familien Varnæs.
  - Blågårds Plads, Gustav har været til et "slag" på pladsen, hvor han har slået en anden i hovedet med en cykelpumpe og er blevet anholdt.
  - Charlottenborg, dr. Hansen fortæller, at han og Elisabeth skal se en udstilling der i afsnit 15
  - Det Kongelige Teater, dr. Hansen fortæller, at han og Elisabeth skal se en forestilling der i afsnit 15
  - Det Ny Teater, Agnes og Aksel tager ind og ser prøverne til Herbert Schmidts teaterstykke i afsnit 16.
  - Frederiksberg, Maja Varnæs fortæller Agnes, at Maude vil have at hende og Ulrik skal bo her i afsnit 23.
  - Holmens Kirke, Laura får overrakt sin medalje for 25 års tro tjeneste ved en højtidelighed i kirken, hvor også Maude, Agnes og Aksel er med.
  - Hotel d’Angleterre, Maude er i Palmehaven og spise med sin veninde Anne Grethe, hvor de møder Sigmund Holtz i afsnit 16. Både Anne Grethe og Holtz bor på hotellet.
  - Kongens Nytorv, Maja Varnæs fortæller Agnes, at Maude vil have at hende og Ulrik skal bo her i afsnit 23.
  - Københavns Hovedbanegård, Hans Christian nævner, at alle tog var stoppet i 4 timer, og alle passagerne blev visiteret på hovedbanegården i afsnit 18.
  - Ryvangen, Ellen nævner at hende og Mogens Lamborg skal bo der, når de bliver gift i afsnit 18.
  - Stockholmsgade, Minna og Jørgen bor i en lejlighed på denne gade, hvilket nævnes i afsnit 5 af Maude.
  - Terminus (Hotel Terminus), Maude fortæller, at hun spiste der om aftenen efter sin dag i København i afsnit 16.
  - Restaurant Wivel, Hr. Schwann har spist på denne restaurant i afsnit 3, da han talte med sagføreren om sin arv.
  - Østerbros Klædefabrikker, klædefabrik som Skjern handler med. Bestyres af direktør Malmberg.
- Marienlyst, Minna påstår at Jørgen Varnæs tager sin elsker med dertil i afsnit 5
- Nykøbing, ikke specificeret om det er Nykøbing Falster eller Nykøbing Sjælland; Ellen Skjern nævner at de har hentet høns der i første afsnit.
- Nykøbing Sjælland, Baronesse Arendse von Rydtger bliver indskrevet på byens psykiatriske hospital da hun får psykiske problemer pga. sin tyske familie.[41]
- Næstved, toget fra Korsbæk Station kører til Næstved. I afsnit 18 skal Ellen og Mogens Lamborg til et møde i Vinhuset.
- Polyteknisk Læreanstalt, Mogens Lamborg studerer der, hvilket han og Mads taler om i afsnit 17.
- Præstø, Skjerns Magasin åbner filial i byen i afsnit 17.
- Roskilde, Iben og Jenny nævner, at man kan tage i byen på Den Gamle Mølle, da de sidder på Postgården sammen med Jørgen Varnæs og Mogens Lamborg i afsnit 22.
- Skagen, Ellen bliver sendt på sommerferie dertil med baron von Rydtger for at undgå at hun ser Holger Jørgensen
  - Brøndums Hotel, Ingeborg nævner, at der kommer mange unge der, hvilket Ellen sikkert vil have godt af.
- Skælskør, toget fra Korsbæk Station kører til Skælskør. Skjerns Magasin åbner en filial i Skælskør, som Arnold får ansvaret for. Han flytter derfor til byen sammen med Agnete. I afsnit 20 nævner Agnes, at Mads har skaffet bakker fra Skælskør.
- Slagelse, englandstoget holder i Slagelse ifølge Røde i afsnit 12. Iben og hendes veninde Jenny tager til et julearrangement i Slagelse landsby i afsnit 14.
- Svendborg, Dr. Hansen stammer oprindeligt fra Svendborg.
- Tibirke, Ernst Nyborg bor i Tibirke.
- Tingbjerg, Oda har tjent hos præstefamilien i Tingbjerg, inden hun kommer til Varnæs.
- Valby, Musses far var oprindeligt pantelåner her, hvilket nævnes i afsnit 7.
- Østengrams Husholdningsskole; Regitze bliver sendt på denne husholdningsskole. I afsnit 19 bliver det dog afsløret at hun har løjet både frk. Østengram og sine forældre for at tage til København.
- Vordingborg, i afsnit 1 fortæller grisehandler Larsen, at det var der Ingeborg var på husholdningsskole og mødte Holger med hvem hun fik Ellen. I afsnit 22 fortæller Maja, den pige, som Ulrik Varnæs har gjort gravid, at hendes forældre arbejder på det psykiatriske hospital Oringe. Brylluppet mellem Ulrik og Maja foregår i Vordingborg.
- Aalborg, i afsnit 23 forsvarer Røde sig med at han var nødt til at tage hertil for partiet, hvilket forårsagede a than ikke kom hjem til en af drengenes fødselsdag.
- Ukendt placering
  - Professoren er et sted, som Von Rydtgers har inviteret Jørgen Varnæs og Gitte Graa til middag i afsnit 8.
  - Steens Fabrikker nævnes i afsnit 7, at de har inviteret Ingeborg på forretningsrejse til Paris, og Mads opfordrer hende til at tage afsted.

Udlandet
- Brasilien, Byrdåsseksretær Godtfred Lund, der er stukket af med kommunekassen, skriver et brev til sin hustru, Lilli, fra Brasilien med det forsvundne notat om salget af grunden til Skjerns konfektionsfabrik.
- Belgien, Herbert Schmidt tager til Bruxelles, hvor han får sat sit teaterstykke sat op. Vicki rejser til byen for at besøge ham, hvilket er første gang de ser hinanden siden han flygtede under krigen.
- Frankrig
  - Paris, Hans Christian og Maude Varnæs rejser til byen for deres ægteskabs skyld, efter Hans Christians affære med Ulla Jacobsen. Daniel rejser til byen for at lære haute couture.[42]
  - Uspecificeret hospital; Herbert fortæller, at han har været på dette i afsnit 15.
- Italien, Gitte Graa gifter sig med en bilkonge fra Italien i afsnit 23.
  - Teatro alla Scala i Milano, Kristen foreslår Elisabeth at de skal tage derned sammen i afsnit 9.
  - Venedig, i artiklen "Sommer i Danmark" i Berlingske Tidende, skrives at ægteparret Von Rydtger har foretrukket Venedig i afsnit 17.
- Portugal, bilkongen fra Italien, som Gitte Graa gifter sig med, opholder sig mest i Portugal.
- Rivieraen, Minna påstår at Jørgen Varnæs tager sin elsker med dertil i afsnit 5
- Schweiz, Jørgen Varnæs tager ofte til Schweiz. Det samme gør Gitte Graa. I afsnit 12 har Jørgen skrevet kort til Varnæs om, at han holder jul dernede. Senere rejser Maude og Elisabeth til Schweiz efter Hans Christians utroskab bliver afsløret, hvor de bl.a. ser Ernst Nyborg. De har også set Jørgen og Gitte der. I afsnit 15 tager Jørgen Varnæs på juleferie til Schweiz allerede fra 12. december, hvilket ender med at koste ham bestillingen hos Graas Klædefabrikker under Mads Skjern.
  - Bürgenstock, Ernst Nyborg bor der om sommeren.
  - Lausanne, Jørgen Varnæs ønsker at starte som finansiel rådgiver og vil købe sig ind i en virksomhed der i afsnit 23.
- Spanien, Røde og Herbert Schmidt rejser dertil for at deltage i den spanske borgerkrig.
- Storbritannien
  - Hull, sømanden som lejer lejligheden ved siden af Agnes' er fanget i Hull ved krigens udbrud i afsnit 16.
- Sverige, både Røde og Herbert Schmidt flygter til Sverige under anden verdenskrig.
- Tyskland
  - Elsass, Holger Jørgensen fortæller, at han har været på SS-kursus her efter han er blevet en del af Regiment Nordland.
  - Hamborg, Jørgen er taget til i Hamborg med Gitte Graa lige efter Arnesens begravelse ifølge Minna i afsnit 5.
- USA, Mads Skjern kommer hjem fra forretningsrejse i USA i afsnit 24.
  - Hollywood, Herbert Schmidt sender kort hjem til Korsbæk derfra efter krigen.